# Họng
Trong khoa giải phẫu học, họng là phần phía trước của cổ, bao gồm cổ họng và thanh quản. Họng chứa nhiều mạch máu cùng với các cơ hầu, hạch amidan, dây thanh âm. Họng của các loài động vật có vú, bao gồm cả người, có hai loại xương là xương móng và xương đòn.